# Badfinger (альбом)
Badfinger — шостий студійний альбом англійської групи Badfinger, який був випущений у лютому 1974 року.

## Композиції
1. I Miss You — 2:36
2. Shine On — 2:52
3. Love Is Easy — 3:08
4. Song for a Lost Friend — 2:52
5. Why Don't We Talk? — 3:45
6. Island — 3:40
7. Matted Spam — 3:09
8. Where Do We Go from Here? — 3:25
9. My Heart Goes Out — 3:16
10. Lonely You — 3:48
11. Give It Up — 4:34
12. Andy Norris — 2:59

## Склад
- Піт Хем: гітара, клавішні, вокал
- Джої Моленд: гітара, вокал
- Том Еванс: бас, вокал
- Майк Гіббінс: ударні, вокал

## Чарти
| Чарт (1974)       | Найвища позиція |
| ----------------- | --------------- |
| США Billboard 200 | 161             |